# Necochea partido
Necochea egy partido Argentína középpontjától keletre, Buenos Aires tartományban. Székhelye Necochea.

## Népesség
A partido népessége a közelmúltban a következőképpen változott:
| Év   | Lakosság |
| ---- | -------- |
| 2001 | 87 646   |
| 2010 | 92 933   |